# Bahnstrecke Nanping–Longyan

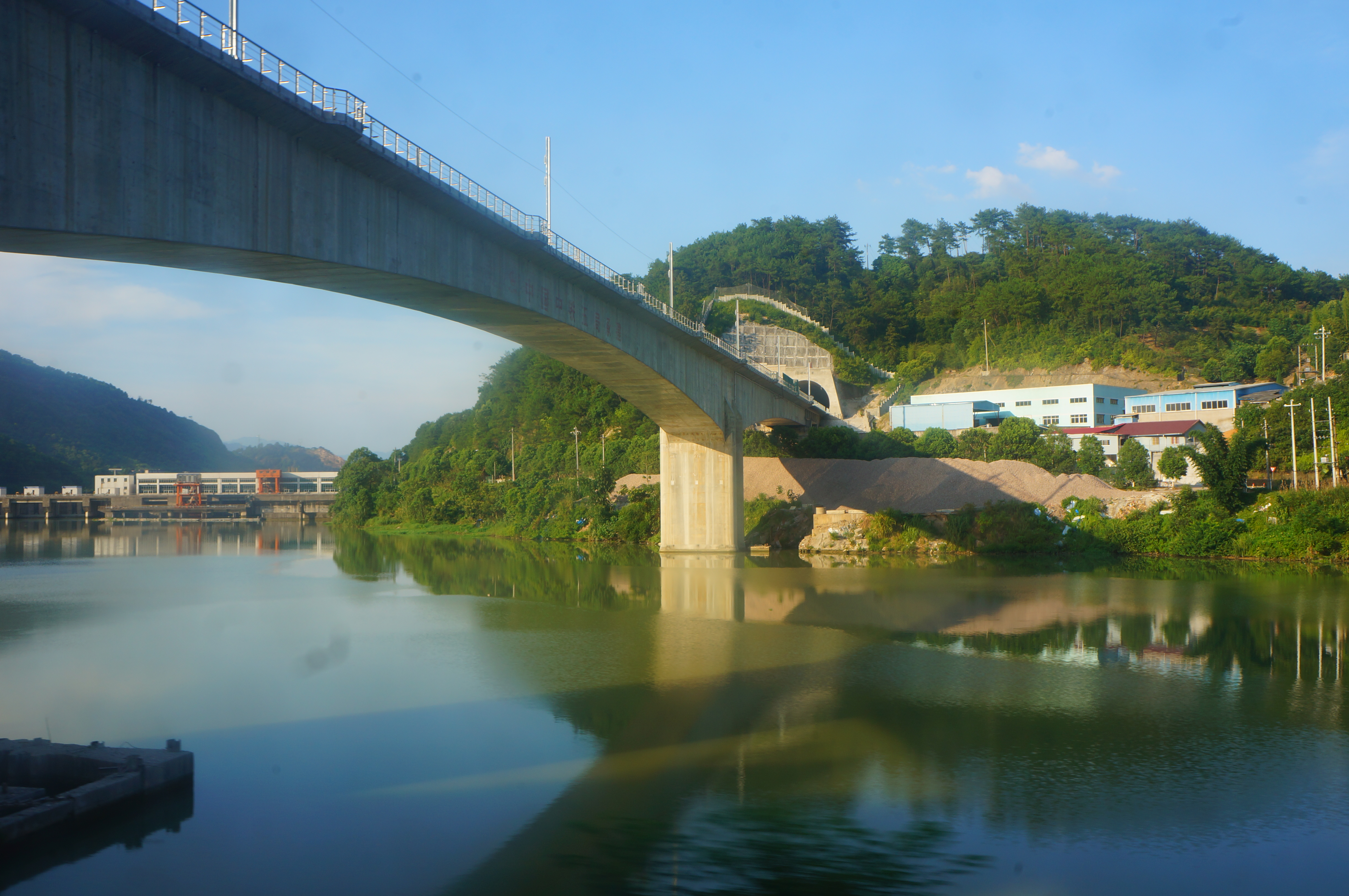
Nanping-Longyang-Eisenbahnlinie über den Shaxi-Fluss bei Sha County

Die Bahnstrecke Nanping–Longyan ist eine Neubaustrecke für den Mischverkehr zwischen Nanping und Longyan in der Provinz Fujian der Volksrepublik China.

## Geschichte
Die Strecke wurde am 29. Dezember 2018 eröffnet.

## Technische Parameter
Die elektrifizierte Strecke ist 250 km lang und für 200 km/h Höchstgeschwindigkeit ausgelegt. Der Kurvenradius beträgt 3500 m, in den gebirgigen Abschnitten 2800 m. Die maximale Steigung ist auf 13 ‰ begrenzt. Die Strecke weist unterwegs neun Bahnhöfe auf. Die Strecke bildet im Personenverkehr eine Alternative zu der parallel und weiter östlich verlaufenden Schnellfahrstrecke zwischen Fuzhou und Zhangzhou entlang der Küste. In Sanming Nord kreuzt sie die Strecke Jiujiang–Putian.